# Deyvison Denílson
Deyvison Denílson de Sousa Bessas (* 18. Oktober 1988 in Araújos), meist Deyvison Denílson  bekannt, ist ein brasilianischer Fußballspieler.

## Karriere
Deyvison Denilson begann 2007 mit dem Profifußball bei América Mineiro, wurde jedoch öfters an unterklassige Klubs verliehen.
Zur Saison 2011/12 wechselte er zum türkischen Zweitligisten Kartalspor nach Istanbul. Für Kartalspor absolvierte er 33 Zweitligaspiele. Mitte 2013 zog es ihn nach Portugal. Hier unterschrieb er einen Vertrag beim CD Tondela. Mit dem Verein aus Tondela spielte er in der zweiten portugiesischen Liga, der Segunda Liga. Mit dem Verein wurde er 2015 Meister der Liga und stieg in die erste Liga auf. Für Tondela stand er 73-mal auf dem Spielfeld. Nach dem Aufstieg verließ er den Verein und schloss sich dem Erstligisten Marítimo Funchal. Der Verein aus Funchal spielte in der höchsten portugiesischen Liga, der Primeira Liga. 2016 stand er mit dem Klub im Finale der Taça da Liga. Das Endspiel gegen Benfica Lissabon verlor man mit 6:2. 34-mal stand er für Marítimo in der ersten Liga auf dem Spielfeld. 2016 spielte er einmal in der zweiten Mannschaft des Vereins. Die Zweite spielte in der dritten Liga, der Campeonato de Portugal. FC Arouca, ein Zweitligist aus Arouca nahm ihn Mitte 2017 für zwei Jahre unter Vertrag. Nach 45 Zweitligaspielen ging er Mitte 2019 nach Zypern. Hier unterschrieb er einen Vertrag bei Ethnikos Achnas in Dasaki Achnas. Der Klub spielt in der ersten Liga, der First Division.

## Erfolge
CD Tondela
- Segunda Liga: 2015

Marítimo Funchal
- Taça da Liga: 2016 (Finalist)